# Báguanos
Báguanos es uno de los catorce municipios que conforman a la provincia de Holguín, el la zona norte oriental de la isla de Cuba.

## Población
- Localidad de Baguanos: 15.176 habitantes, Tacajó: 35.365

## Geografía
- Altitud: 64 metros.
- Latitud: 20º 45' 47" N
- Longitud: 76° 1' 46" O

## Historia
El territorio de Báguanos tiene una tradición de luchas que se remontan al dominio colonial español de la isla.

### Guerra de los Diez Años
Al iniciarse la Guerra de los Diez Años se producen alzamientos en la zona de Báguano a cargo de la familia Feria, uniéndose vecinos de esta zona a las fuerzas revolucionarias. En 1869 se realizó en Tacajó (en la actualidad zona urbana más poblada del municipio) el encuentro Entre Donato Mármol y Carlos Manuel de Céspedes debido al deseo de un grupo de caudillos de destituir a Carlos Manuel de Céspedes como líder de los revolucionarios orientales, en esta reunión se planeó unir a todas las fuerzas revolucionarias del país, siendo el antecedente de la Asamblea de Guáimaro.
En la zona de Báguano se produjo la batalla que cambió la situación d el a guerra a favor de los mambises, además del ataque de Calixto García a Holguín.

### Guerra necesaria
Báguano no estuvo ajeno a la Guerra del 95, en esta contienda se produjo una reunión en Bijarú, con Antonio Maceo al mando. Se produce también el combate de Rejondón de Báguano y se producen entre enero y febrero de 1898 una serie de combates dirigidos personalmente por Calixto García.

### Período neocolonial
En este período ocurren importantes cambios en la comarca de Báguanos. La industria azucarera tiene un desarrollo con el surgimiento de dos centrales (Tacajó y Báguanos), donde tuvo lugar una gran lucha obrera y campesina. En esta etapa también se organia el primer partido comunista de la zona y al caer el general machado se forman en los centrales los Soviets.

#### Lucha contra Fulgencio Batista
Después del golpe de Estado del 10 de marzo de 1952 se produce un repudio total al régimen de Batista, se crean células del movimiento 26 de julio, hubo un fuerte respaldo a la Huelga General del 9 de abril de 1958.
En Báguano se crearon guerrillas que actuaban el la zona del Cauto, además operan en esta zona tropas de la columna 16 del Segundo Frente Frank País, algunas de las acciones que se llevan a cabo fueron las siguientes: enfrentamiento de los Novillos, el combate de Rejondones de Báguanos, entre otras.

### Período revolucionario
La vida en el territorio se transformó a raíz de la Revolución, la educación y la salud tuvieron un impulso desconocido por los pobladores de la zona, además de la superación cultural de los vecinos de Báguanos.

## Geografía
Es un municipio de topología llana del centro hasta el sur y algunas elevaciones en la parte norte y oeste del territorio.En la parte Norte y Oeste tiene una serie de alturas como las de Tacajó, la del Cerro Galano y Rejondones de Báguano.  Su red hidrográfica consta del río Tacajó, y cuenta con una presa con el mismo nombre que abastece a un gran por ciento de la población.

### Definiciones y límites
- Extensión: 805.9 kilómetros cuadrados
- Población: más de 54 912 hacia el 2006.

Límites:
- Norte: municipios Rafael Freyre y Holguín.
- Este: municipios Banes y Cueto.
- Sur: municipio Urbano Noris.
- Oeste: municipios Cacocum y Holguín.

## Economía

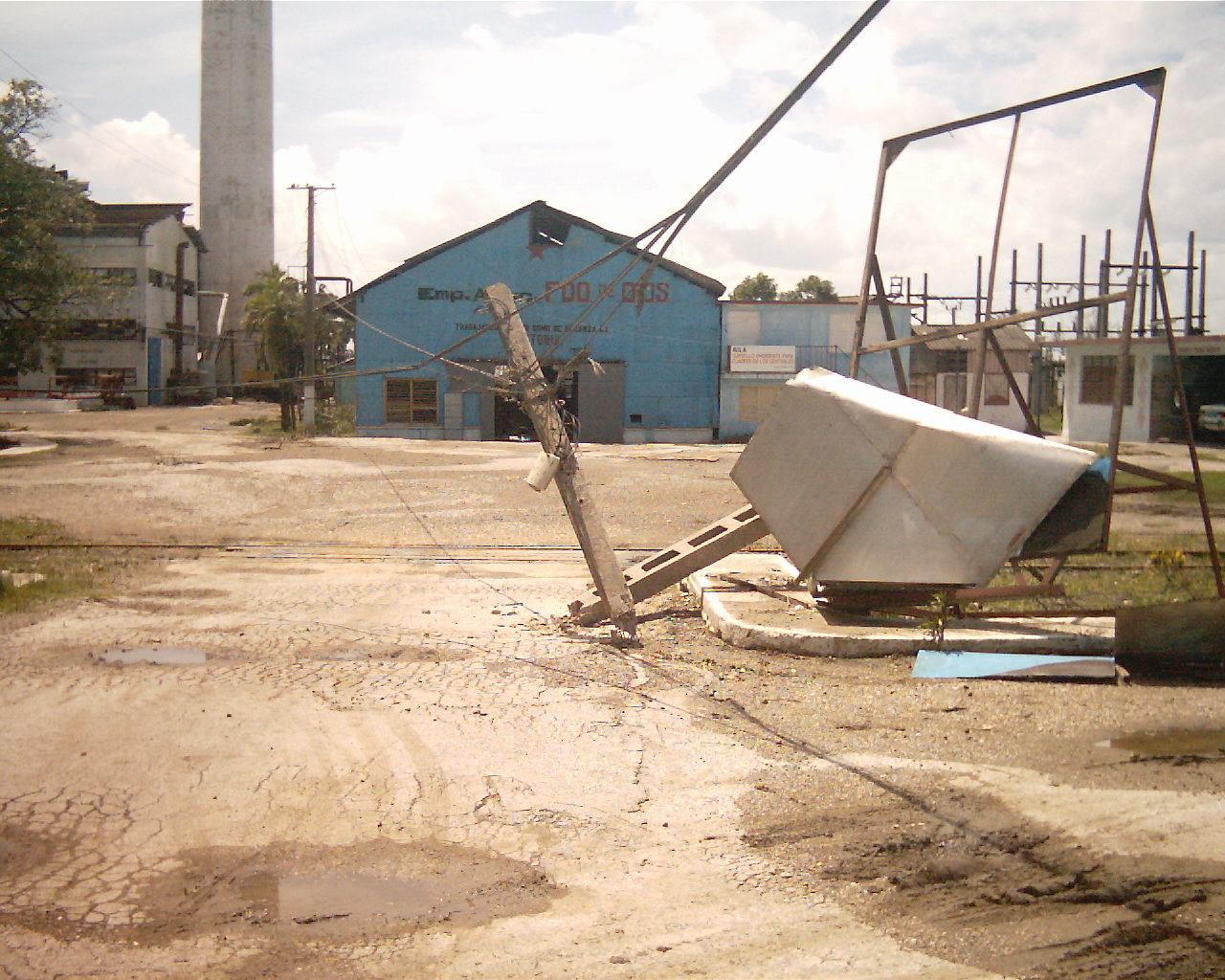
Central de Tacajó después de Ike.

Este municipio cuenta con dos centrales azucareros (“Fernando de Dios” y “López Peña”), esta esfera es la de mayor peso en la economía de Báguano, además tiene importancia la agricultura (especialmente la cañera) y produce diversos renglones agropecuarios y agrícolas.
En este año (2008) precisamente en septiembre el huracán Ike devastó esta zona principalmente de Tacajó. esta imagen es del central Fernando de Dios luego de este ciclón.

## Cultura
La cultura baguanense es muy rica, al igual que la de toda Cuba por una gran mezcla europeoafricana, se practican varias religiones primando el catolicismo, aunque existen otras de origen africano. Contamos con varias instituciones culturales comunitarias llamadas casas de cultura: Esta institución cultural está ubicada en la parte conocida como Batey (Rto La Rosa) en el poblado de Tacajó, al norte de Báguano aunque deteriorada. La instalación fue construida en marzo de 1948 donde funcionó por muchos años la llamada Sociedad de Color "Juventud Renaciente". Al triunfar la Revolución pasó a desarrollarse en ella las funciones del Sectorial de Cultura. 
El 10 de julio de 1977 se convirtió en lo que es hoy, Casa de Cultura "Manuel Navarro Luna" en homenaje al reconocido poeta y revolucionario matancero y manzanillero. Cuenta con 4 técnicos o instructores en las diferentes especialidades: Danza, Música, Teatro y Artes Plásticas. El resto de la estructura está conformada por: Director, Operador de audio, Oficinista, Coordinador de actividades, Promotor cultural, Tres custodios, Auxiliar de servicio. Se poseen 20 espacios fijos o programas culturales que le dan solidez al Macroproyecto Comunitario Funcionan en los 4 Consejos Populares acciones culturales con adecuado balance insertadas en actividades desarrolladas por esta Casa de Cultura en su programa "Por mi barrio" y "El consejo en la casa". Los promotores naturales brindan una encomiástica labor de apoyo a la cultura. 
El trabajo de la institución se observa por el buen desempeño obtenido en: Tribuna Abierta, Festival de teatro infantil comunitario, Festival de la FEEM, Festival pioneril, Festival de interpretación de base, Premio Nacional en plástica (Salón Nacional de Instructores). Contamos con 173 aficionados organizados en diversas unidades artísticas. Con un grupo típico "Tierra Buena", el dúo "Ilusión", además de grupos de Teatro, Danza y Plástica que forman parte de los talleres de creación y apreciación, además de los grupos representativos de cada manifestación.

## Ídolo

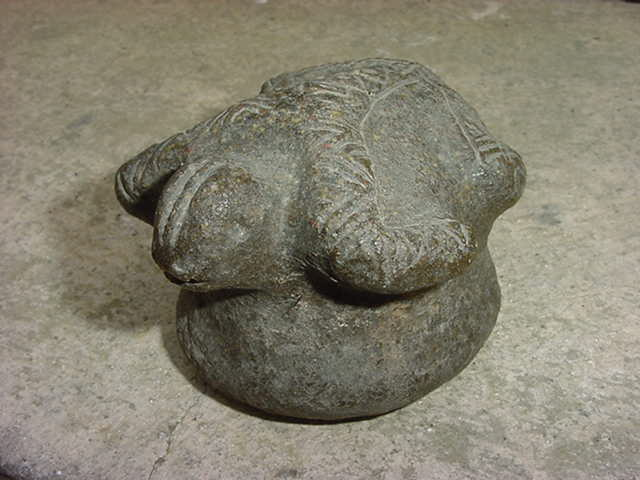
Ídolo de Báguanos.

La Caguama es una pieza zoomorfa superestructural, encontrada en el sitio arqueológico de Alcalá, Báguanos. Dícese haber sido encontrada en el año 1945 por el arqueólogo estadounidense Mark Raymond Harrington, sin embargo ya en 1921 el propio Harrington menciona en su libro "Cuba Before Columbus" que esta pertenecía a la colección privada del profesor holguinero Eduardo García Feria, fundador del primer museo en la provincia. El ídolo representa un dios de los aborígenes, patrono de la abundancia, el desarrollo, el intercambio con el mar y la tierra. La pieza arqueológica está tallada en piedra, y representa un quelonio sobre un mortero, evidentemente, una pieza religiosa. 
El original se encuentra en el Museo Provincial La Periquera. Fue aprobado como ídolo del municipio para ser obsequiada a personalidades en 1987 por la Asamblea del Poder Popular y firmada en Resolución por el entonces presidente de gobierno Víctor Silva Santiesteban, tras ser propuesta por los arqueólogos Dr. José Manuel Guarch del Monte y por Caridad Rodríguez y concederse el visto bueno por Eusebio Leal Spengler. Su reproducción la realizó Caridad Rodríguez, esposa de Guarch y fue confeccionada en la fábrica de cerámica blanca de Holguín. Entre las personalidades que han recibido esta distinción se encuentran Silvio Rodríguez, Juan M. Guarch del Monte, entre otros.

## Salud
Este municipio cuenta con centros hospitalarios como el Hospital/Policlínico Docente Julio Antonio Mella ubicado en la localidad Tacajó que está equipado con tecnología de punta: como equipos de gastroscopia, ultrasonografía, instrumental quirúrgico, equipos de diagnóstico sanguíneo incluyendo Microelisa, química sanguínea, drenaje biliar, y por un gran colectivo de intelectuales (médicos), con un alto nivel profesional y ético, además cuenta con el Hospital/Policlínico Docente Rolando Ricardo Estrada de Báguanos,  estas instalaciones cuentan con salones estomatológicos de excelencia, todos estos centros a su vez posen una red de consultorios con personal altamente calificado en todos los rincones del municipio, todo totalmente gratuito, posee un índice de mortalidad infantil de 0 cada 1000 nacidos vivos y una esperanza de vida de 78 años.

## Deportes
El deporte en el municipio de Báguano muestra alentadores progresos en el trabajo comunitario, la comisión de atención a atletas, el activismo deportivo y elo accionar de la sede universitaria del territorio.
Lo anterior se pudo conocer en la rendición de cuenta de esta demarcación ante el consejo de dirección de la dirección Provincial de deportes.
Báguano, cuna del activismo deportivo en Cuba, tiene incremento en los practicantes sistemáticos, en la calidad de los servicios de la educación física y en la reanimación y construcción de instalaciones deportivas.
Sin embargo no alcanza los niveles previstos en la incorporación de féminas al deporte para discapacitados, retrocede en el aporte de atletas a las Escuela de Superación y Perfeccionamiento Atlético (ESPA) Provincial y las áreas de recreación física no satisfacen la demanda de la población.
En cuanto a la promoción de salud es loable lo realizado en este municipio, con destaque para la atención a los pacientes de ataxia, patología con alta incidencia en esta localidad.
El cohesionado colectivo de dirección baguanense tiene entre sus prioridades para el año 2009 fortalecer el sistema de la enseñanza deportiva, incrementar la cantidad de practicantes sistemáticos así como los resultados de la ciencia y la técnica.Para con estos avances lograr que muchos atletas obtengan logros nacionales e internacionales

## Mitos (El Águila Negra)
En varias ocasiones he aludido en esta página a El Águila Negra, el vivaracho de Tacajó que se convirtió en uno de los grandes estafadores internacionales de todos los tiempos.
Quintana Bermúdez buceó en archivos y hemerotecas en busca de datos sobre El Águila Negra y localizó y recogió el testimonio de algunos de sus familiares radicados en Cuba. En el curso de la investigación, uno de los hijos del experto timador, periodista radicado en Panamá, se puso en contacto con Quintana Bermúdez. Él también acopió información sobre su padre y había escrito «un novelón», que envió a un concurso sin resultado positivo alguno. Entonces todavía vivían, en Venezuela y México, otros hijos del estafador. Pero ya su esposa, la panameña Griselda Contrera, había muerto, en 1983, llevándose con ella, dice uno de sus vástagos, «el verdadero secreto de El Águila». Unos tres lustros antes, en 1967, en México, había muerto a los 80 años de edad, víctima de un derrame cerebral, el más increíble y sagaz de los tramposos, sin que la policía de país alguno, apunta Quintana Bermúdez, supiera dónde guardó su mal habido caudal.
Hasta donde sé, y por las fotocopias de sus materiales, lamentablemente incompletas, que me remitió Lemus Nicolau, el periodista Quintana Bermúdez no escribió una biografía. Pero en las crónicas que dedicó al personaje mucho se atisba acerca de su vida y «hazañas». De niño sufrió en carne propia los rigores de la Reconcentración ordenada por el sanguinario Valeriano Weyler y nunca pudo asistir a escuela alguna; pero cuando supo hacerlo leyó todo lo que cayó en sus manos, sobre todo en las cárceles que le tocó conocer. Salvó milagrosamente la vida cuando un torero burlado lo tiró al mar desde un trasatlántico, en una zona infestada de tiburones, y en China se libró en tablitas de la furia de un terrateniente a quien estafó de manera consuetudinaria y que después de hacer que le propinaran una paliza descomunal, lo condenó a trabajar como esclavo en sus arrozales por el resto de sus días. En 1937 estuvo a punto de estafar nada menos que al temido José Eleuterio Pedraza, jefe de la Policía cubana...
La de El Águila Negra es una vida de novela, en la que, como a un Edmundo Dantés tropical, no falta su Abate Farías. En efecto, en la cárcel de Santiago de Cuba encontró a un verdadero amigo y maestro, El Murciélago. El anciano delincuente advirtió la inteligencia y la audacia del joven imberbe y le enseñó todas las trampas posibles en los juegos de cartas y lo instruyó en el difícil arte de engañar al prójimo. Poco antes de morir, El Murciélago lo declaró su heredero y le cedió, como único legado, un grueso cinturón de cuero. Cuídalo, es de buena piel, comentó al entregárselo. La piel, por buena que fuera, no podía pesar tanto y El Águila advirtió que aquel fajín pesaba mucho. No podía ser de otro modo porque guardaba, en su doble forro, decenas y decenas de monedas de oro.

## En primera clase
José Roque Ramírez es el nombre verdadero de El Águila Negra. Nació el 16 de agosto de 1888, en la localidad holguinera de Tacajó. Trabajó la tierra sin éxito y era todavía muy joven cuando, en la ciudad de Guantánamo, se inició en la vida delincuencial: pasaba billetes falsos de 20 dólares; no existía aún la moneda cubana. Lo descubrieron, pero pudo evadir la acción policial. En Boca de Samá, donde buscó refugio, su madre lo enseñó a leer y a escribir y allí, durante tres años, se mantuvo tranquilo y olvidado hasta que quiso ir a su pueblo natal para ver cómo andaban las cosas. Le echaron el guante y, con una condena de 12 años de privación de libertad, fue a parar a la Cárcel Provincial de Oriente, sita entonces en la calle Marina número 12, en Santiago de Cuba.
Es en ese establecimiento penal donde traba relación con El Murciélago, un gaditano de nombre Leonardo Tejeda Legón, condenado a 30 años por la muerte de su amante. Simpatizan, juegan a las cartas y conversan durante horas. El muchacho es listo y Tejeda sabe tanto por viejo como por diablo. Pronto caen en boca de los otros reclusos y los comentarios crecen cuando se advierte que la vida de Roque Ramírez y del anciano mejora por día. Ya no comen del rancho aborrecible de la prisión, sino que se hacen traer la comida de fuera, disfrutan de buenos tabacos y no les faltan las bebidas alcohólicas que los custodios, condescendientes, les permiten pasar.
Y es que El Águila Negra ha empezado ya a hacer de las suyas. En cartas que salen de la prisión santiaguera da cuenta a hombres ricos de otras localidades de un cuantioso tesoro cuyo escondite guarda en secreto un oficial preso. Se necesitaba de mucho dinero para sacarlo de la cárcel, pero a cambio el oficial, tan pronto estuviera en la calle, estaba dispuesto a compartir su fortuna con los que lo ayudaran. Las cartas van escritas en el papel timbrado del doctor José Roque Ramírez, abogado con domicilio en Marina número 12, la misma dirección de la cárcel.
La venta de acciones del tesoro escondido marcha a todo tren y en el supuesto bufete llueven las cartas de respuesta y, lo que es mejor, los certificados de giros postales emitidos a nombre de Roque Ramírez hasta el día en que el juez municipal de Arroyo Blanco, extrañado de no recibir aviso por los más de 3 000 pesos que invirtió en el negocio, tomó el tren con destino a Santiago. Ya en la ciudad localizó la dirección y ahí mismo ardió Troya. Dos años más vinieron a sumarse a la condena de El Águila Negra.
No los cumpliría. Volvió a tomar papel y pluma y escribió textos conmovedores encaminados a obtener su indulto. Una de esas cartas, remitida a la esposa de un ministro del presidente Menocal, dio en el blanco. La señora abogó a su favor y le concedieron la libertad.
Las trampas que tan bien le enseñó El Murciélago le permiten salir vencedor en cuanto juego de naipes participa. En Sagua la Grande, de una sola sentada, acopia 5 000 pesos, y 6 000 en Ciego de Ávila. Pero quiere ver mundo. El puerto mexicano de Veracruz será su destino. De ahí, elegante y con buenos modales, bien vestido y con una conversación fácil y amena, emprenderá las travesías, siempre en camarotes de lujo, que lo llevarán a Barcelona, Londres, Manila, Shanghái, California, Buenos Aires...

## Oro puro
En Canadá le birla un cuarto de millón de dólares a una anciana a la que había jurado amor eterno. En la Guayana francesa juega a las cartas con el Gobernador General de la colonia y lo despoja de varios miles de dólares. En la Pampa argentina deslumbra a patrones y peones. Se hace llamar Belisario Roldán y es un rico magnate petrolero de Tampico. Los gana a todos con su verbo locuaz, su cordialidad, su gentileza. Se muestra como un caballero opulento y generoso que sabe hacer regalos fantásticos a los ricos y sorprender a los que lo sirven con propinas insospechadas. En Bahía Blanca, también en la Argentina, adquiere caballos de pura sangre y más de mil toros con destino a su granja experimental, en México, y se escabulle antes de pagarlos. No se marcha de la Argentina sin estafar a un importante joyero bonaerense por más de 60 000 dólares.
En la ciudad haitiana de Puerto Príncipe se presenta como un diplomático mexicano interesado en adquirir, por instrucciones de su gobierno, grandes cantidades de café. Es ahora el señor Castañón y pone en su mirilla a un caficultor francés radicado en la isla, el señor Berard, viejo, arisco, egoísta y ambicioso. Le compra todo un cargamento del grano, que no le paga, pero que llega a su destino, en Veracruz. Enseguida le ofrece 100 000 dólares por su posesión y le explica el motivo. Ha descubierto en ella un entierro de barras de oro. No accede el francés a la venta, pero está dispuesto a compartir las ganancias con el cubano. Busca Roque Ramírez un detector de metales, opera el aparato, perciben sus señales y excavan. Cincuenta lingotes salen de la tierra. Raspa Roque uno de ellos y Berard, estremecido, recoge las limallas que luego analizará un joyero. No hay duda posible: es oro puro.
Como nadie en Haití lo compraría, Castañón otorga un voto de confianza al francés y lo insta a que viaje a Nueva York, donde la Casa Morgan se perfila como un comprador seguro. Le pide un favor, que le anticipe 30 000 dólares para emprender cierto negocio no previsto en su presupuesto. Da Berard gustoso el dinero e invita al cubano a que se instale en su residencia hasta que regrese. En Nueva York el fiasco fue total. Eran de bronce los 49 lingotes que llevaba. El que sí era de oro puro había quedado en poder de El Águila Negra, que pidió conservarlo como recuerdo.

## Final
El intento de estafar al coronel Pedraza costó a El Águila Negra dos años de cárcel. En 1943 regresa a México y se instala en su lujosa residencia de Chapultepec. Lleva esa vez, producto de sus estafas, unos 270 mil dólares consigo. Dos policías cubanos, Jacinto Hernández Nodarse y Luis Torres Catá, le siguen los pasos. La justicia cubana lo reclama y a sus requerimientos la policía de México lo detiene en más de diez ocasiones. Gasta Roque Ramírez una fortuna en abogados que retardan una y otra vez la extradición hasta que, por orden del ministro de Gobernación, lo confinan en la prisión de Lecumberri. Alega Roque Ramírez su condición de ciudadano mexicano, pero son falsos los documentos con que pretende avalar su ciudadanía y Cuba demuestra que no se trata de dos sujetos con el mismo nombre, sino de un solo hombre con dos personalidades. La repatriación está cerca y El Águila Negra encarga a su esposa que contrate los servicios del pistolero Pavía Franco, que, con su banda, ultimaría a sus custodios en el camino del aeropuerto. Nada pueden hacer.
En la tarde del 5 de agosto de 1944 llega a Rancho Boyeros el avión que trae a Roque Ramírez para pasar en el castillo del Príncipe la más larga temporada penitenciaria de su vida. Batista lo indultó en 1953 y enseguida se trasladó a México con su familia.
(Fuente: textos de Ángel Quintana Bermúdez)